# 젠쓰지역
젠쓰지역(일본어: 善通寺駅)은 일본 가가와현 젠쓰지시에 있는 시코쿠 여객철도 도산 선의 역이다. 역 번호는 D14이다. 2면 3선 구조를 지닌 지상역이다.

## 타는 곳
| 1 | ■ 도산 선 | (상행) | 다도쓰 · 다카마쓰 · 오카야마 방면 | 통상은 이 승강장    |
| 1 | ■ 도산 선 | (하행) | 고토히라 · 아와이케다 · 고치 방면 | 통상은 이 승강장    |
| 2 | ■ 도산 선 | 하행   | 고토히라 · 아와이케다 · 고치 방면 | 엇갈림을 할때       |
| 3 | ■ 도산 선 | (상행) | 다도쓰 · 다카마쓰 · 오카야마 방면 | 특급의 대피를 할 때 |
| 3 | ■ 도산 선 | (하행) | 고토히라 · 아와이케다 · 고치 방면 | 특급의 대피를 할 때 |

## 이용 현황
| 연도 | 하루 평균 승차 인원 |
| 2006 | 1,801명             |
| 2008 | 1,625명             |
| 2009 | 1,530명             |
| ---- | ------------------- |

## 역 주변
- 일본 육상자위대 젠쓰지 주둔지
- 시코쿠가쿠엔 대학

## 역사
- 1889년 5월 23일 : 요시다역(일본어: 吉田駅)으로서 개업.
- 1889년 6월 15일 : 젠쓰지역으로 개칭.
- 1987년 4월 1일 : 민영화에 의해, 시코쿠 여객철도로 이관.

## 인접 정차역
| 시코쿠 여객철도 도산 선 | 시코쿠 여객철도 도산 선 | 시코쿠 여객철도 도산 선 |
| ----------------------- | ----------------------- | ----------------------- |
| D 13 고조지 다도쓰 방면 | 도산 선                 | 고토히라 D 15 고치 방면 |